# Callitrichia kenyae
Callitrichia kenyae är en spindelart som beskrevs av Fage 1936. Callitrichia kenyae ingår i släktet Callitrichia och familjen täckvävarspindlar.
Artens utbredningsområde är Kenya. Inga underarter finns listade.